# Santa Maria dei Miracoli, Venedig
Santa Maria dei Miracoli, kallad Miracoli, är en tidig renässanskyrka i stadsdelen Cannaregio i norra Venedig. Kyrkan byggdes mellan 1481 och 1489 av arkitekten Pietro Lombardo.
En ikon föreställande Jungfru Maria skall ha utfört ett antal mirakel, bland annat att återföra en man till livet som legat livlös på botten av kanalen Giudecca en halvtimme. Detta föranledde pilgrimsvandringar till ikonen och så småningom tillräckligt med donationer för att kunna påbörja byggandet av en kyrka som kunde hysa målningen som vördats sedan 1408. Ikonen av Jungfru Maria hänger idag över högaltaret.
Högaltaret är utsmyckat av Tullio Lombardo, Alessandro Vittoria och Nicolò di Pietro. Valven är utsmyckade av Vincenzo dalle Destre och Lattanzio da Rimini.